# アレクサンダー・レズリー＝メルヴィル (第7代リーヴェン伯爵)

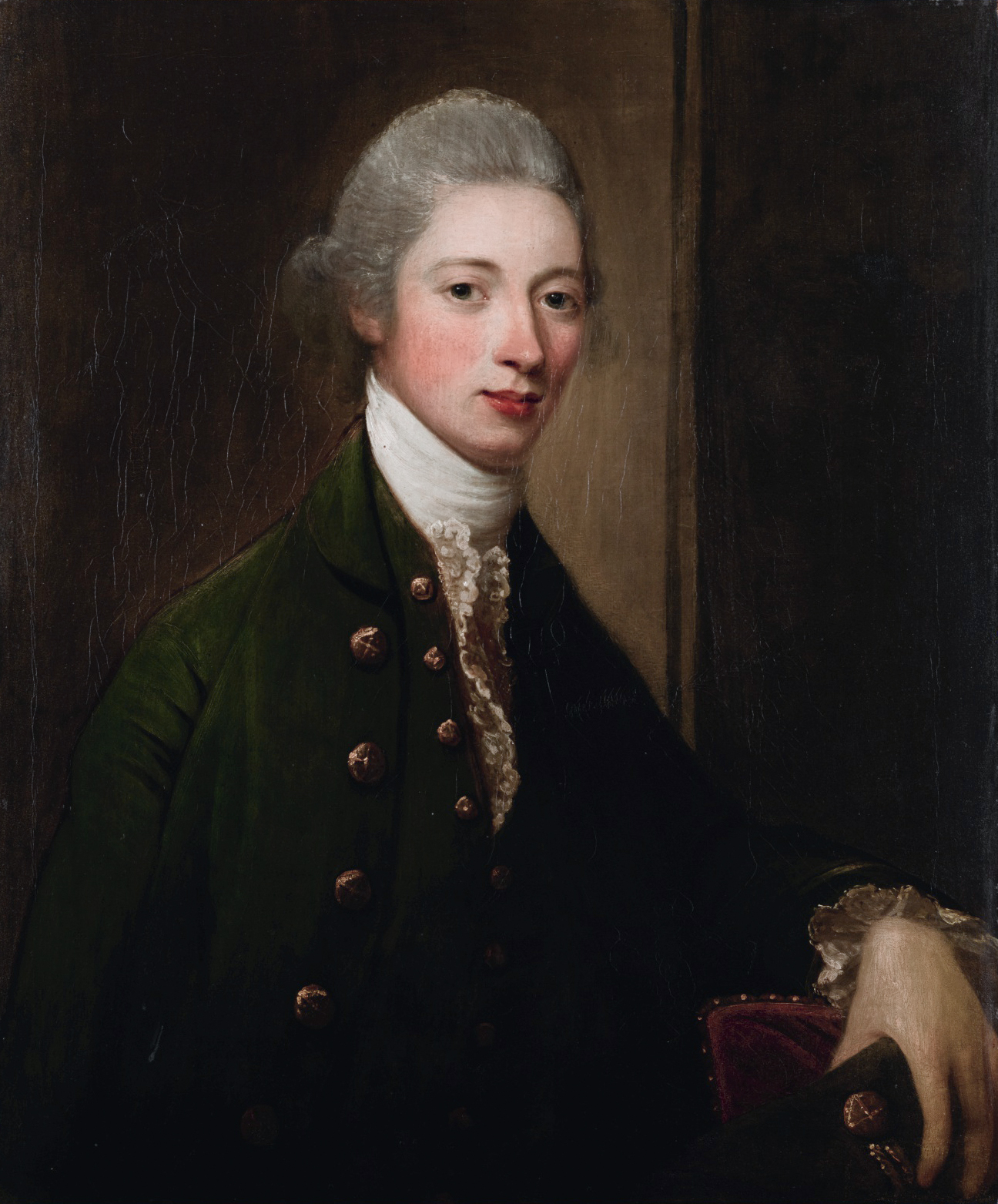
デイヴィッド・マーティンによる肖像画

第7代リーヴェン伯爵および第6代メルヴィル伯爵アレクサンダー・レズリー＝メルヴィル（英語: Alexander Leslie-Melville, 7th Earl of Leven, 6th Earl of Melville、出生名アレクサンダー・レズリー（Alexander Leslie）、1749年11月7日 – 1820年2月22日）は、スコットランドの貴族、政治家。1754年から1802年までバルゴニー卿の儀礼称号を使用した。

## 生涯
第6代リーヴェン伯爵および第5代メルヴィル伯爵デイヴィッド・レズリーとウィルヘルミナ・ニスベット（Wilhelmina Nisbet、1724年 – 1798年5月10日、ウィリアム・ニスベットの娘）の息子として、1749年11月7日に生まれた。1773年から1776年までグランド・ツアーをした。
1785年、スコットランド・キリスト教知識普及協会に入会した。
1786年から1820年までスコットランド税関監査官（Comptroller of the Customs）を、1794年にファイフ副統監を、1798年にファイフの民兵隊の中佐を、1806年から1807年までホイッグ党員としてスコットランド貴族代表議員を務めた。また、300ポンドの年金を受け取っていたという。
1802年6月9日に父が死去すると、リーヴェン伯爵とメルヴィル伯爵の爵位を継承した。リーヴェン伯爵とメルヴィル伯爵の称号を両方とも使用した人物は第7代リーヴェン伯爵がはじめてであり、その理由は1802年のメルヴィル子爵創設（ヘンリー・ダンダスへの叙爵）とされる。1805年には「メルヴィル」を姓に加えた。
1820年2月22日にメルヴィル・ハウスで死去、息子デイヴィッドが爵位を継承した。

## 家族
1784年8月12日、ジェーン・ソーントン（Jane Thornton、1757年2月11日 – 1818年2月13日、ジョン・ソーントンの娘）と結婚、5男3女をもうけた。
- デイヴィッド（英語版）（1785年 – 1860年） - 第8代リーヴェン伯爵、第7代メルヴィル伯爵
- ジョン・ソーントン（英語版）（1786年 – 1876年） - 第9代リーヴェン伯爵、第8代メルヴィル伯爵
- ウィリアム・ヘンリー（1788年 – 1856年） - イギリス東インド会社役員
- ロバート・サミュエル（1826年10月24日没）
- アレクサンダー（1800年6月18日 – 1881年11月19日） - 1825年10月19日、シャーロット・スミス（Charlotte Smith、1879年4月26日没、サミュエル・スミス（英語版）の娘）と結婚、子供あり
- ルーシー（1865年12月23日没） - 1824年7月14日、ヘンリー・スミス（Henry Smith、1794年12月12日 – 1874年2月7日、サミュエル・スミス（英語版）の息子）と結婚、子供あり
- ジェーン・エリザベス（1848年4月25日没） - 1816年10月13日、フランシス・ピム（Francis Pym、1790年6月22日 – 1860年2月23日、フランシス・ピム（英語版）の息子）と結婚、子供あり
- メアリアン（Marianne、1823年3月22日没） - 1822年8月28日、アベル・スミス（英語版）（1788年 – 1859年、サミュエル・スミス（英語版）の息子）と結婚